# Mausolée d'Akbar

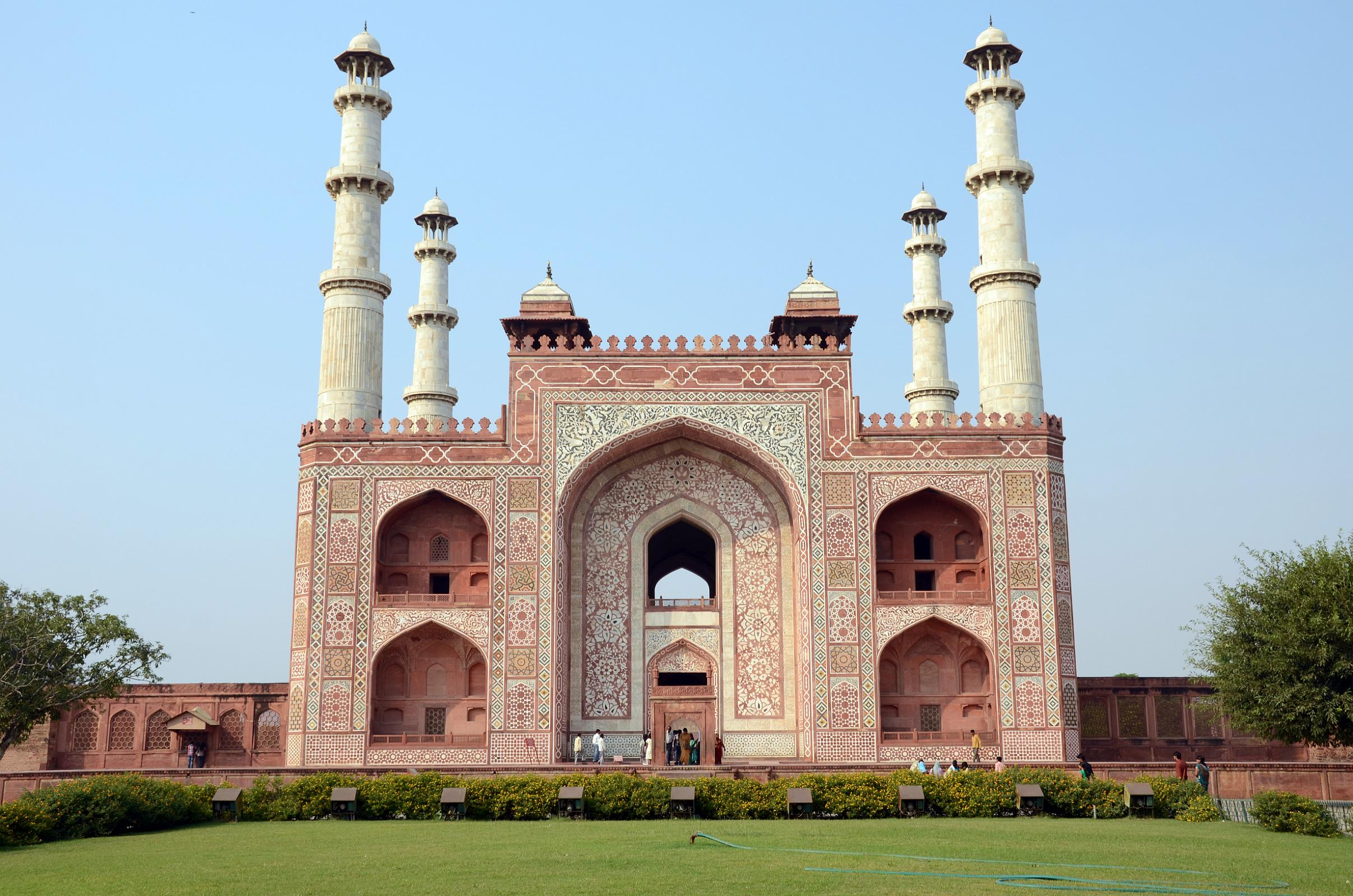
La porte d'entrée du mausolée imite Buland Darwaza, la porte de la victoire construite pour commémorer la victoire du souverain sur le Gujurat.

Le mausolée d'Akbar abrite la tombe de l'empereur Akbar. Il représente un chef-d'œuvre d'architecture moghole. Il a été construit entre 1604 et 1613 sur un terrain de 24 hectares à Sikandra, une banlieue d'Agra, dans l'Uttar Pradesh, en Inde. 

## Histoire

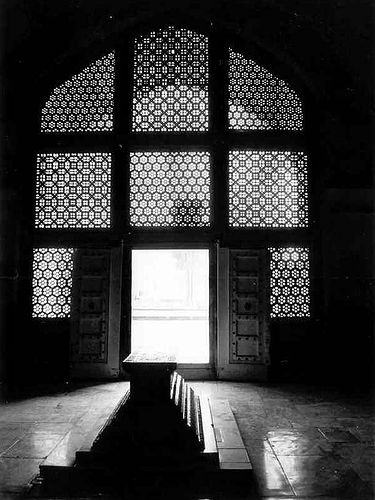
Le véritable cénotaphe d'Akbar repose, par tradition,dans le sous-sol.

De nombreux auteurs s'accordent sur le fait que la construction du mausolée a commencé sous le règne d'Akbar, même si aucun historien de l'époque ne le mentionne. Après sa mort, le fils d'Akbar, Jahangir, également nommé le prince Salim, supervise la construction entre 1605 et 1613. À l'époque du souverain Aurangzeb, les Jats rebelles se soulèvent contre lui sous la direction de Raja Ram Jat. Ils prirent le contrôle du fort d'Agra après avoir vaincu les forces mogholes, saccagèrent le mausolée, le pillèrent et dispersèrent ses restes.
Le mausolée resta endommagé jusqu'à ce que les Britanniques, sous la direction de Lord Curzon, entreprennent de nombreuses réparations.

## Localisation
Il est situé à Sikandra, dans la banlieue d'Agra, sur la route Mathura (NH2), à 8 km du centre-ville. A environ un kilomètre se trouve la tombe de Mariam-uz-Zamani, épouse de l'empereur moghol Akbar et mère de Jahangir.

## Architecture
Situé au centre d'un jardin rectangulaire à l'image de la tombe de Humayun, le mausolée adopte un style indo-persan reflétant la volonté syncrétique du souverain. Il a été conçu par l'architecte musulman Tombaz. Il a ceci de particulier qu'il se rapproche des palais de l'époque plutôt que de ses prédécesseurs, comme l'illustrent les piliers des terrasses et les pavillons. Une enceinte fortifiée de 105 mètres carrés entoure la tombe. L'entrée principale se trouve à la porte sud, entourée quatre minarets coiffés de chhatris en marbre blanc. 
Le mausolée est une pyramide à quatre niveaux, surmontée d'un pavillon en marbre contenant une fausse tombe. La véritable sépulture, comme dans d'autres mausolées, se trouve sous le rez-de-chaussée. Les bâtiments sont principalement construits avec un grès rouge foncé, enrichi d'éléments en marbre blanc. Des panneaux incrustés décorés de ces matériaux et une ardoise noire ornent le tombeau et le corps de garde principal. Les dessins des panneaux sont géométriques, floraux et calligraphiques, préfigurant les dessins plus complexes et subtils incorporés plus tard dans le mausolée d'Itimâd-ud-Daulâ.